# Skorradalshreppur
Skorradalshreppur is een gemeente in het westen van IJsland in de regio Vesturland. Het heeft 56 inwoners en een oppervlakte van 216 km². Het is een van de weinige niet aan zee gelegen gemeentes in IJsland.
Akraneskaupstaður · Hvalfjarðarsveit · Skorradalshreppur · Borgarbyggð · Grundarfjarðarbær · Helgafellssveit · Stykkishólmsbær · Eyja- og Miklaholtshreppur · Snæfellsbær · Dalabyggð